# Camino kimberlitico
Un camino kimberlitico (detta anche diatrema) è una particolare formazione geologica, frutto di un particolare tipo di eruzione, che ha avuto luogo in varie parti del pianeta. Queste regioni dette cratoni sono resti del primordiale supercontinente e non hanno subito alterazioni da oltre 500 milioni di anni. Oggi sono presenti in Australia, Siberia, Canada, Africa australe e occidentale e - secondo alcune teorie - anche il presunto neck di Motta Sant'Anastasia sarebbe piuttosto un diatrema. Questo evento non si è mai verificato in epoca storica, quindi quanto si suppone è solo il frutto di valutazioni fatte su quanto le cicatrici della terra hanno lasciato. Nei camini kimberlitici si trovano i giacimenti primari di diamanti.

## Morfologia

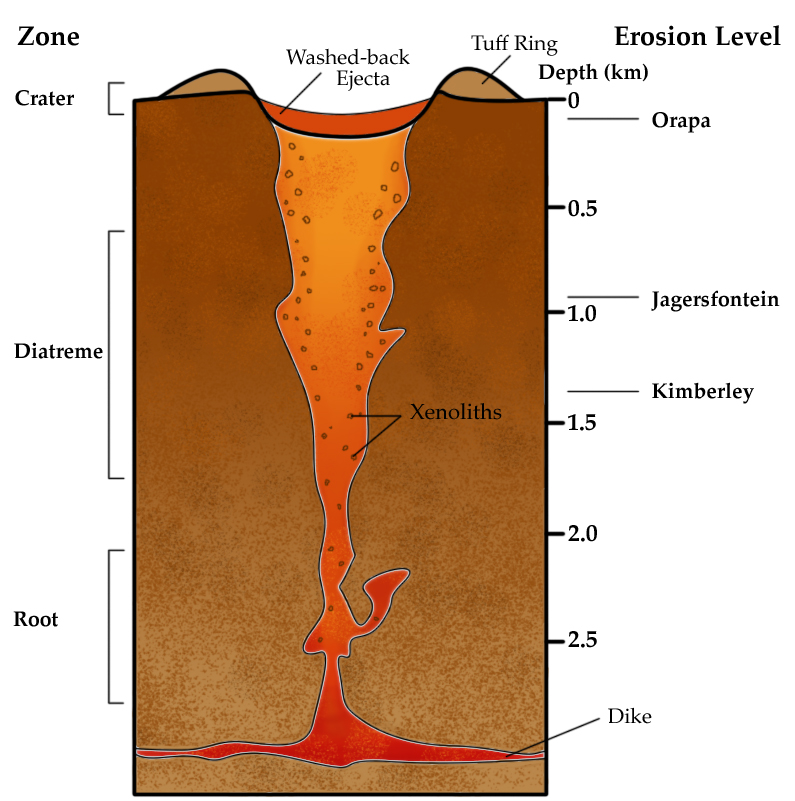
Un camino

Il camino kimberlitico si presenta in tutto il mondo sempre con una identica struttura. Si tratta di un camino verticale di diametro variabile, da poche centinaia di metri a un massimo di due chilometri, composto da kimberlite. Questo camino scende verticalmente restringendosi man mano a forma di carota. Tra i 600 m e i 2 km esso lascia posto a dicchi con un diametro tra i 5 e i 20 metri, pieni di roccia kimberlitica non frammentata. Questi dicchi scendono fino alla camera magmatica che ha dato origine all'eruzione, si suppone sia posta tra i 150 km e i 200 km di profondità. In superficie, a differenza delle altre eruzioni vulcaniche non si forma un cono di dimensioni importanti, ma un piccolo cono di lapilli e ceneri che con il tempo scompare quasi completamente.

## Genesi
Mentre nelle eruzioni normali la risalita del magma dal mantello avviene in camere magmatiche successive e quella che poi forma il vulcano si trova ad alcuni chilometri dalla superficie, in questo particolare tipo di eruzione il magma risale direttamente dalla zona di formazione posta attorno ai duecento chilometri dalla superficie. Questo è dovuto al fatto che la camera magmatica si è formata, non per azione dell'acqua, ma per azione del carbonio. Il carbonio, come l'acqua, permette al mantello di fondere, ma nella fusione si libera del CO2 che ha caratteristiche molto più esplosive rispetto al vapore acqueo. Esso permette quindi alla colonna di magma di salire direttamente in superficie a una velocità elevatissima, si stima che possa raggiungere i 2000 km/h (600 m/s). Giunto in prossimità della superficie la diminuita pressione separa i gas dal magma, la pressione che fino a quel momento era solo diretta verso l'alto trova spazio per espandersi lateralmente e scavare un cratere del diametro variabile tra poche centinaia di metri e alcuni chilometri e con una profondità massima 1-2 km. La velocità di spostamento e le enormi pressioni fanno pensare (non si è mai potuto osservare una eruzione di questo tipo) che il tutto si svolga nell'arco di qualche ora. I diamanti presenti nella kimberlite, non sono nati assieme ad essa, ma sono molto più antichi, l'eruzione kimberlitica ha fatto da nastro trasportatore delle gemme. Si pensa che i diamanti primari si trovino in rocce poste al disopra della camera magmatica. Il flusso di lava salendo include parte del mantello comprendente anche i diamanti. L'esplosività dell'evento e il rapido raffreddamento impedisce al carbonio dei diamanti di degradare in grafite. La presenza di diamanti in queste strutture geologiche risulta costante, ma con valori diversi per ogni singolo giacimento.
Lo stretto rapporto tra camini kimberlitici e diamanti ha conseguenze interessanti. Da oltre un secolo vengono ritrovati diamanti, mescolati ai sedimenti glaciali, nella zona a sud dei Grandi Laghi, in territorio statunitense. Sono stati probabilmente trasportati lontano dal luogo d'origine, nelle fasi di avanzamento dei ghiacciai, durante l'era glaciale. Si sospetta l'esistenza di camini kimberlitici (e miniere di diamanti) a nord, in territorio canadese, presso la Baia di Hudson. Si è ricercata a lungo kimberlite in questi territori, ma per ora con esiti negativi.